# (278361) 2007 JJ43
(278361) 2007 JJ43 — крупный транснептуновый объект, обращающийся на дальнем краю пояса Койпера.
2007 JJ43 был открыт 14 мая 2007 года в Паломарской обсерватории (Калифорния, США). 17 мая 2011 года под номером 278361 объект был включён в каталог малых планет. При открытии его абсолютная величина была оценена в 3,7, что делало его одним из двадцати самых ярких ТНО, так как при типичном для таких объектов альбедо, это означало, что он примерно такого же размера, как и Иксион (≈ 650—800 км в диаметре). Майкл Браун на своём сайте пишет что этот объект, вероятно, является кандидатом в карликовые планеты, однако диаметр объекта ещё ни разу не был измерен, а оценивается из предполагаемого альбедо. При альбедо 10 % и абсолютной магнитуде 4,2 диаметр объекта будет равен 611 км, при альбедо 11 % и абсолютной магнитуде 4,1 — 627 км.
Наблюдения Майкла Брауна в 2012 году при помощи обсерватории Кека показали, что 2007 JJ43 не имеет спутника.
По состоянию на 2012 год (278361) 2007 JJ43 находился на расстоянии примерно 41,5 а. е. от Солнца.
В 2015 году период вращения объекта определили в 12,097 часа при диаметре 650±150 км.